# 대원군
대원군(大院君)은 조선 시대에 본래 왕위 계승권자가 아닌 왕족의 아들이 즉위하면 아버지에게 주는 칭호였다. 흥선대원군을 제외하면 모두 사후(死後) 추존된 경우였다.
즉위한 국왕의 아버지가 본래 왕위계승자였을 경우 묘호를 올리지만 선조의 경우 이미 사망한 아버지인 덕흥군은 왕위계승권자가 아니였으므로 덕흥대원군으로 추봉되었다. 역대 대원군 중 생전에 대원군이 된 것은 흥선대원군 단 한 사람 뿐이며, 조선의 마지막 대원군도 역시 흥선대원군이다. 그리고 대원군 들의 신주를 모셨던 곳은 바로 임금의 잠저나 사손의 사저에 별묘를 세워 모셨다. 잠저나 사저에 세우게 된 것은 조선 최초의 대원군인 덕흥대원군의 가묘를 잠저에 세우면서 시작되었다.

## 역대 대원군 목록
- 덕흥대원군 - 조선 14대 임금 선조의 아버지, 생전엔 왕자 덕흥군 이었으나 아들 선조가 즉위하고, 조선 최초의 대원군이 되었다.
- 정원대원군 - 조선 16대 임금 인조의 아버지, 생전엔 왕자 정원군 이었으나 아들 인조가 인조 반정으로 즉위하고, 정원대원군에 추존되고, 다시 1633년(인조 11년)에 원종(元宗)으로 추존되었다.[2]
- 전계대원군 - 조선 25대 임금 철종의 아버지. 생전엔 일반 종친으로 작위가 없었으나 아들 철종이 즉위하여 전계군으로 먼저 추존하고, 다시 전계대원군으로 추존 하였다.[3]
- 흥선대원군 - 조선 26대 임금 고종의 아버지, 생전엔 일반 종친 흥선군을 받고, 아들 고종이 즉위하고, 흥선대원군으로 추존되어 조선의 마지막 대원군이자 생전에 대원군이 되었다. 사후에 손자 순종이 흥선헌의대원왕으로 추존하였다.[4]

## 사당

### 대원군 신궁
- 덕흥궁(德興宮) - 덕흥대원군, 제14대 선조의 잠저인 도정궁(都正宮) 내에 있었다.
- 계운궁 - 정원대원군
- 전계궁(全溪宮) - 전계대원군, 전계대원군의 사손의 사저인 누동궁(樓洞宮) 내에 있었다.

### 대원왕 신궁
- 흥선궁(興宣宮) - 흥선대원왕, 제26대 고종의 잠저인 운현궁(雲峴宮) 내에 있었다.

## 같이 보기
- 갈문왕
- 군 (작위)
- 부원군